# 双流西站
双流西站，位于中华人民共和国四川省成都市双流区黄水镇板桥社区，是成贵客运专线上的高铁站，于2014年12月20日启用，但当时未开通客运业务，2016年1月10日正式开通客运业务，2023年7月12日开通货运业务，由中国铁路成都局集团管辖。成都地铁3号线、10号线双流西站与之临近。

## 歷史
- 2014年12月20日通车启用，未开通客运业务。
- 2016年1月10日正式开通客运业务。[4]
- 2023年7月12日，试点开行高铁快运动车组列车办理货运业务。[5]
- 2023年8月，车站停办客运业务，仅办理货运业务。

## 車站周邊
- 成都地铁3号线、10号线：双流西站
- 板桥社区卫生站
- 双流区东升街道牧马极乐宫
- 四川省成都汽车检测中心
- 双流区黄水小学板桥校区

## 外部連結
- 中国铁路客户服务中心（页面存档备份，存于）